# Никитовка (Пожарский район)
В Спасском районе Приморского края тоже есть село Никитовка.
Ники́товка — село в Пожарском районе Приморского края, входит в состав Пожарского сельского поселения.

## География
Село Никитовка расположено на автотрассе «Уссури» в 25 километрах к югу от административного центра — посёлка Лучегорск.
В 5 км южнее села Никитовка на автотрассе «Уссури» расположено село Пожарское.

## Население
| 2002 | 2005 | 2010 |
| ---- | ---- | ---- |
| 243  | ↗266 | ↘174 |

## Улицы
В селе имеются две улицы: Зелёная и Центральная. 

## Экономика
Сельскохозяйственные предприятия Пожарского района.